# Intercontinental Cup (hockey su pista)
L'Intercontinental Cup (dal 1984 al 2014 nota come Campionato mondiale B) è la seconda divisione del campionato del mondo di hockey su pista per squadre nazionali maschili, ed è organizzata da World Skate.
Fu istituito nel 1984 anno in cui vide la sua prima edizione con la Francia come vincitrice. Il vincitore del torneo si fregia del titolo di detentore dell'Intercontinental Cup per il biennio successivo alla vittoria.
Si sono tenute venti edizioni del torneo; campione in carica è il Cile, che ha vinto l'edizione più recente, quella del 2024 in Italia. La Francia e gli Stati Uniti sono le nazionali più titolate con tre titoli ciascuno.

## Albo d'oro
| Anno                                     | Città ospitante       | Finale                | Finale                | Finale                | 3º-4º posto/Semifinaliste | 3º-4º posto/Semifinaliste | 3º-4º posto/Semifinaliste | Squadre               |
| Anno                                     | Città ospitante       | Vincitore             | Risultato             | Finalista             | Terzo posto               | Risultato                 | Quarto posto              | Squadre               |
| Campionato mondiale B                    | Campionato mondiale B | Campionato mondiale B | Campionato mondiale B | Campionato mondiale B | Campionato mondiale B     | Campionato mondiale B     | Campionato mondiale B     | Campionato mondiale B |
| ---------------------------------------- | --------------------- | --------------------- | --------------------- | --------------------- | ------------------------- | ------------------------- | ------------------------- | --------------------- |
| 1984 (1ª)                                | Parigi                | Francia               | Girone unico          | Belgio                | Inghilterra               | Girone unico              | Angola                    | 11                    |
| 1986 (2ª)                                | Città del Messico     | Germania Ovest        | Girone unico          | Paesi Bassi           | Mozambico                 | Girone unico              | Australia                 | 9                     |
| 1988 (3ª)                                | Bogotà                | Colombia              | Girone finale         | Svizzera              | Cile                      | Girone finale             | Australia                 | 12                    |
| 1990 (4ª)                                | Macao                 | Brasile               | 1 - 0                 | Svizzera              | Australia                 | 4 - 1                     | Inghilterra               | 22                    |
| 1992 (5ª)                                | Andorra la Vella      | Andorra               | 5 - 3                 | Francia               | Angola                    | 2 - 1                     | Mozambico                 | 16                    |
| 1994 (6ª)                                | Santiago del Cile     | Francia               | 4 - 1                 | Angola                | Cile                      | 5 - 1                     | Colombia                  | 15                    |
| 1996 (7ª)                                | Veracruz              | Stati Uniti           | 4 - 1                 | Paesi Bassi           | Cile                      | 5 - 1                     | Andorra                   | 17                    |
| 1998 (8ª)                                | Macao                 | Cile                  | 5 - 4                 | Stati Uniti           | Mozambico                 | 7 - 4                     | Andorra                   | 19                    |
| 2000 (9ª)                                | Chatham               | Inghilterra           | 2 - 0                 | Inghilterra           | Canada                    | 8 - 3                     | Uruguay                   | 15                    |
| 2002 (10ª)                               | Montevideo            | Andorra               | 5 - 4                 | Colombia              | Inghilterra               | 3 - 1                     | Uruguay                   | 10                    |
| 2004 (11ª)                               | Macao                 | Catalogna             | 6 - 0                 | Inghilterra           | Andorra                   | 2 - 0                     | Macao                     | 11                    |
| 2006 (12ª)                               | Montevideo            | Mozambico             | Girone finale         | Paesi Bassi           | Colombia                  | Girone finale             | Macao                     | 12                    |
| 2008 (13ª)                               | Johannesburg          | Stati Uniti           | 7 - 3                 | Paesi Bassi           | Colombia                  | 9 - 1                     | Sudafrica                 | 12                    |
| 2010 (14ª)                               | Dornbirn              | Stati Uniti           | 5 - 1                 | Sudafrica             | Paesi Bassi               | 4 - 3                     | Austria                   | 12                    |
| 2012 (15ª)                               | Canelones             | Sudafrica             | 4 - 3                 | Inghilterra           | Austria                   | 3 - 1                     | Uruguay                   | 9                     |
| 2014 (16ª)                               | Canelones             | Austria               | 1 - 0                 | Inghilterra           | Paesi Bassi               | 11 - 3                    | Stati Uniti               | 7                     |
| World Skate Games - Intercontinental Cup |                       |                       |                       |                       |                           |                           |                           |                       |
| 2017 (17ª)                               | Nanchino              | Francia               | 6 - 4                 | Germania              | Paesi Bassi               | 5 - 3                     | Austria                   | 8                     |
| 2019 (18ª)                               | Barcellona            | Mozambico             | 4 - 3                 | Andorra               | Svizzera                  | 7 - 3                     | Germania                  | 8                     |
| 2022 (19ª)                               | San Juan              | Colombia              | 7 - 4                 | Mozambico             | Andorra                   | 3 - 2                     | Svizzera                  | 8                     |
| 2024 (20ª)                               | Novara                | Cile                  | 8 - 4                 | Regno Unito           | Colombia                  | 6 - 1                     | Stati Uniti               | 8                     |

### Riepilogo vittorie per nazionale
| Numero | Nazionale      | Anni             |
| ------ | -------------- | ---------------- |
| 3      | Stati Uniti    | 1996, 2008, 2010 |
| 3      | Francia        | 1984, 1994, 2017 |
| 2      | Andorra        | 1992, 2002       |
| 2      | Mozambico      | 2006, 2019       |
| 2      | Colombia       | 1988, 2022       |
| 2      | Cile           | 1998, 2024       |
| 1      | Germania Ovest | 1986             |
| 1      | Brasile        | 1990             |
| 1      | Inghilterra    | 2000             |
| 1      | Catalogna      | 2004             |
| 1      | Sudafrica      | 2012             |
| 1      | Austria        | 2014             |

### Medagliere
| Squadra     | Vincitore | Secondo posto | Terzo posto | Totale podi |
| ----------- | --------- | ------------- | ----------- | ----------- |
| Francia     | 3         | 1             | 0           | 4           |
| Stati Uniti | 3         | 1             | 0           | 4           |
| Colombia    | 2         | 2             | 3           | 7           |
| Andorra     | 2         | 1             | 2           | 5           |
| Mozambico   | 2         | 1             | 2           | 5           |
| Cile        | 2         | 0             | 2           | 4           |
| Inghilterra | 1         | 3             | 3           | 7           |
| Germania    | 1         | 1             | 0           | 2           |
| Sudafrica   | 1         | 1             | 0           | 2           |
| Austria     | 1         | 0             | 1           | 2           |
| Brasile     | 1         | 0             | 0           | 1           |
| Catalogna   | 1         | 0             | 0           | 1           |
| Paesi Bassi | 0         | 5             | 3           | 8           |
| Svizzera    | 0         | 2             | 0           | 2           |
| Angola      | 0         | 1             | 1           | 2           |
| Belgio      | 0         | 1             | 0           | 1           |
| Australia   | 0         | 0             | 1           | 1           |
| Canada      | 0         | 0             | 1           | 1           |
| Svizzera    | 0         | 0             | 1           | 1           |

## Sedi delle fasi finali
| Nazione     | Numero | Città e anni                                 |
| ----------- | ------ | -------------------------------------------- |
| Uruguay     | 4      | Canelones: 2012, 2014 Montevideo: 2002, 2006 |
| Macao       | 3      | Macao: 1990, 1998, 2004                      |
| Messico     | 2      | Città del Messico: 1986 Veracruz: 1996       |
| Andorra     | 1      | Andorra la Vella: 1992                       |
| Argentina   | 1      | San Juan: 2022                               |
| Austria     | 1      | Dornbirn: 2010                               |
| Cile        | 1      | Santiago del Cile: 1994                      |
| Cina        | 1      | Nanchino: 2017                               |
| Colombia    | 1      | Bogotà: 1988                                 |
| Francia     | 1      | Parigi: 1984                                 |
| Inghilterra | 1      | Chatham: 2000                                |
| Italia      | 1      | Novara: 2024                                 |
| Sudafrica   | 1      | Johannesburg: 2008                           |
| Spagna      | 1      | Barcellona: 2019                             |